# Best Day Ever
«Best Day Ever» (titulado: «El mejor día» en Hispanoamérica y «El mejor día de mi vida» en España) es el primer segmento del episodio número 20 de la cuarta temporada de la serie de televisión animada estadounidense Bob Esponja, y el episodio 80 en general. El episodio fue escrito por Nate Cash, Tuck Tucker y Steven Banks, y la animación fue dirigida por Larry Leichliter; Cash y Tucker también actuaron como directores de guiones gráficos. Se emitió originalmente en Nickelodeon en Estados Unidos el 10 de noviembre de 2006.
En el episodio, Bob Esponja está decidido a tener un día perfecto, pero, para su decepción, no sale como lo había planeado. Cada uno de sus amigos tiene un problema diferente, por lo que se propone ayudarlos mientras arruina sus propias agendas.
El episodio presenta una canción titulada «The Best Day Ever» escrita por Tom Kenny y Andy Paley. Un álbum de banda sonora llamado SpongeBob SquarePants: The Best Day Ever fue lanzado el 12 de septiembre de 2006. «Best Day Ever» atrajo un promedio de 6,7 millones de espectadores tras su lanzamiento. La canción presentada en realidad se usó dos años antes en los créditos de Bob Esponja: la película.

## Trama
El «Mejor día de todos» de Bob Esponja no sale como lo planeó cuando se ve obligado a posponer sus actividades para ayudar a sus amigos con varios problemas. Quería trabajar en el Krusty Krab, pero está condenado a causa de una infestación de nematodos. Bob Esponja intenta que los nematodos se vayan pero estos se niegan y le comen los pantalones. Entonces Bob Esponja, sin darse cuenta, atrae a los nematodos usando su nariz como flauta. Luego, planeó practicar algo de kárate con Arenita, pero ella no puede porque hay una fuga en la cúpula de su árbol. Bob Esponja, creyendo que es un truco (sin querer que su mejor día se arruine), termina arreglándolo accidentalmente deteniendo la fuga con uno de sus guantes adhesivos de kárate (Arenita lo había golpeado hacia donde estaba la fuga cuando intentó atacarla). A continuación, quería ir a pescar medusas con Patricio, pero Patricio termina rompiendo su red, por lo que Bob Esponja le da su vieja red, que también se rompe rápidamente. Cuando Patricio quiso su nueva red de alta tecnología, Bob Esponja le intenta que le pertenezca pero termina entregándosela. Bob Esponja espera impaciente usar la red e intenta decirle a Patricio que ahora es su turno, pero Patricio no lo escucha y sigue jugando con la red de medusas, por lo que decide irse a su última actividad planificada.
La última actividad de Bob Esponja del día es ir al recital de clarinete de Calamardo. Sin embargo, una vez que se encuentra con Calamardo, le dice que no puede tocar en el concierto porque la lengüeta de su clarinete está disparada. Decidido a no perderse esta actividad como había hecho con las demás, Bob Esponja se saca uno de los dientes para sustituir la caña. Bob Esponja intenta entrar al edificio, pero el acomodador se niega a dejarlo entrar a menos que tenga un boleto. Intenta varios métodos para colarse, pero al final lo dejan entrar porque está en la lista VIP (la Sra. Puff dijo su nombre cuando lo encontró escondido en su bolso en un intento). Entra justo cuando termina el concierto.
Con el corazón roto y enojado porque el mejor día de su vida se ha arruinado por completo, Bob Esponja estalla, corre hacia el escenario y abre el telón gritando «¡NO! ¡NO, no ha terminado!» Toma el micrófono para dar un discurso elaborado sobre cómo se arruinó su «mejor día de todos». Sin embargo, Mr. Krabs, Patricio, Arenita y Calamardo le cuentan cómo los ayudó con sus problemas y que ellos mismos fueron de lo que se trató realmente su «Mejor día de todos». Para compensarlo, realizan una producción en la que Bob Esponja interpreta su canción, «Best Day Ever», para completar su día con Patricio, Arenita, Calamardo y Mr. Krabs como coprotagonistas. Unas horas más tarde, Bob Esponja sigue cantando, pero sus amigos están cansados y con sueño, y todo el público ha desaparecido. Cuando Calamardo le pregunta a Mr. Krabs cuánto tiempo tienen para continuar con la actuación, Don Cangrejo responde: «Sólo hasta que su corazoncito se rinda, Calamardo. Sólo hasta que su corazoncito se rinda».

## Producción

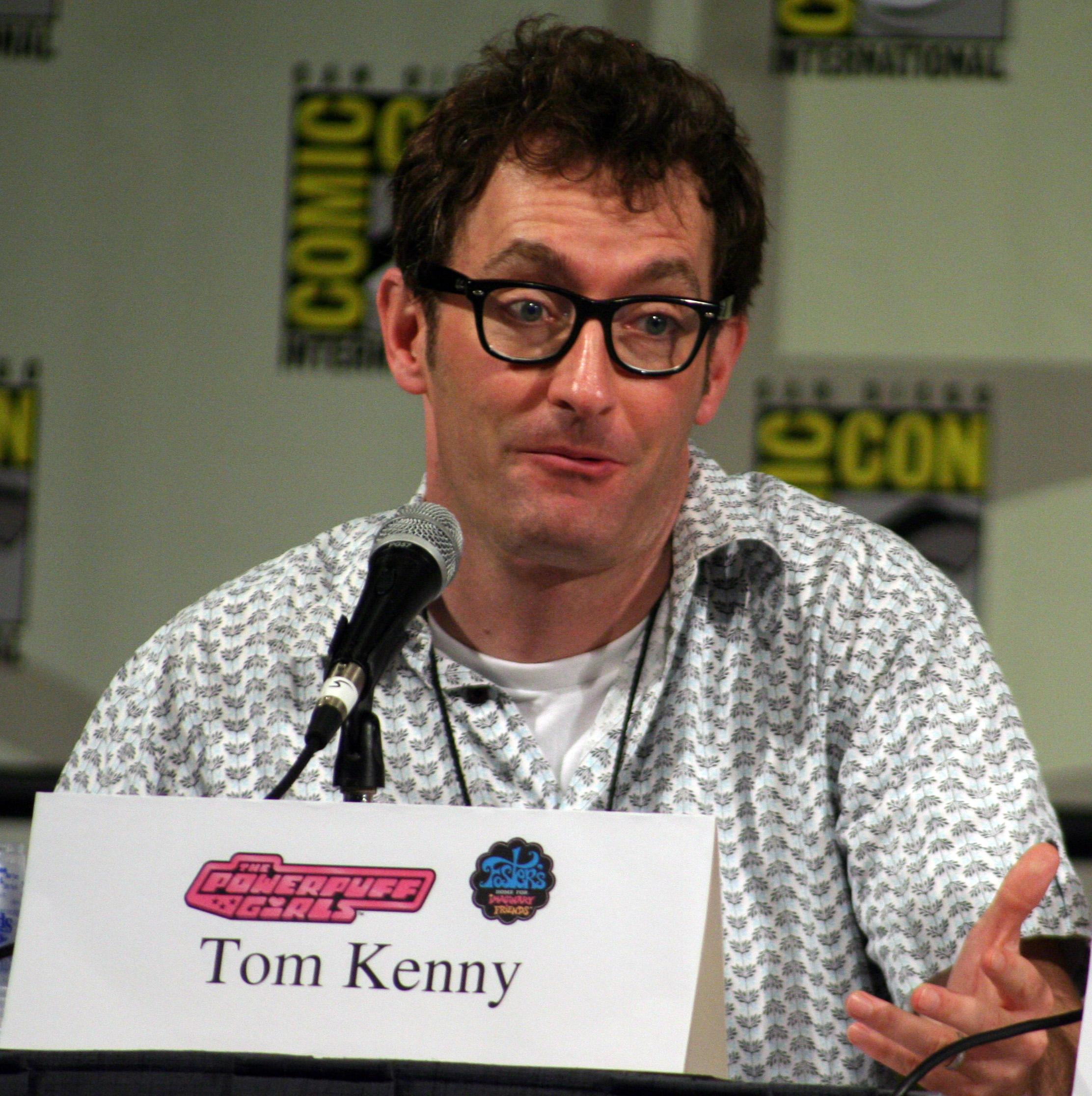
Tom Kenny coescribió la canción «The Best Day Ever».

«Best Day Ever» fue escrita por Nate Cash, Tuck Tucker y Steven Banks, con Larry Leichliter como director de animación. Cash y Tucker también actuaron como directores de guiones gráficos. El episodio se emitió originalmente en Nickelodeon en Estados Unidos el 10 de noviembre de 2006.
La canción destacada «The Best Day Ever» fue compuesta por Tom Kenny, actor de voz de Bob Esponja, y Andy Paley. La canción era originalmente parte de The SpongeBob SquarePants Movie soundtrack que se lanzó el 9 de noviembre de 2004. Originalmente, Kenny y Paley estaban escribiendo las canciones «The Best Day Ever» y «Under My Rock» en lo que se convertiría en el álbum The Best Day Ever. Sin embargo, al mismo tiempo, el equipo del largometraje de 2004 necesitaba dos pistas de relleno adicionales para la banda sonora de la película. Finalmente, Stephen Hillenburg, el creador de la serie y director de la película, escuchó las canciones y decidió ponerlas en la banda sonora de la película. Aunque originalmente no estaba destinado a la película, «The Best Day Ever» se reprodujo durante los créditos finales.
El episodio fue parte del maratón de Bob Esponja de 24 horas llamado «The Best Day Ever Marathon». A partir de las 8 pm EDT, el evento contó los mejores 100 episodios de la serie elegidos por los espectadores en Nick.com y TurboNick. Tom Ascheim, vicepresidente ejecutivo y gerente general de Nickelodeon Television, dijo: «Hemos recibido una tremenda respuesta de casi 4 millones de fanáticos que votaron en línea por sus episodios favoritos de Bob Esponja y los recompensaremos con nuestro mayor evento de Bob Esponja hasta la fecha». El maratón precedió al estreno de este episodio. El método de marketing fue organizado principalmente por Frank Tanki. Ascheim explicó que Nickelodeon utiliza tecnología moderna para generar interés en los programas de televisión. Él cree que permitir a los espectadores elegir los episodios que se muestran contribuye a los altos índices de audiencia del programa.
Las tiendas Best Buy en todo Estados Unidos introdujeron una tarjeta de regalo con el tema «Best Day Ever» que también funciona como un DVD-ROM repleto de videos musicales, avances de videojuegos y más. Además, se llevaron a cabo actividades con el tema «Best Day Ever» en el Nickelodeon Family Suites Hotel de Holiday Inn, incluida una fiesta temática llamada Bikini Bottom Bash. A lo largo del mes de noviembre, el hotel lanzó un paquete «Best Day Ever» para sus huéspedes a partir de $369. TY lanzó un Beanie Baby basado en el álbum exclusivamente en las tiendas Best Buy de todo Estados Unidos.
«Best Day Ever» se incluyó en el DVD SpongeBob SquarePants: Season 4, Vol. 2 el 9 de enero de 2007. Los cortos de «Best Day Ever» llamados «A Random Act of SpongeBob» se lanzaron como una característica adicional en el DVD. Los cortos son «Crossing the Street», «Anything for Baby», «Flowers for Sandy», «Me Money» y «Pie». El 22 de septiembre de 2009, se lanzó en el DVD SpongeBob SquarePants: The First 100 Episodes, junto con todos los episodios de las temporadas uno a cinco.

## Recepción
El viernes 10 de noviembre de 2006, un promedio de 4,4 millones de espectadores sintonizaron entre las 6:30 am y las 10 pm EDT para ver «The Best Day Ever Marathon». El maratón le valió a la cadena su día de programación total más visto y con mayor rating en su historia, con un promedio de 1,9/4,4 millones de espectadores en total. El estreno del especial «Best Day Ever» atrajo a 6,7 millones de espectadores en total, con un promedio de 12,0/4,0 millones de niños de 2 a 11 años, 12,8/2,6 millones de niños de 6 a 11 años, según datos de Nielsen.
El juego en línea «SpongeBob Best Day Ever» se lanzó el 9 de noviembre. Generó 1,3 millones de sesiones de juego y más de 867.000 visitantes únicos en tres días. El vídeo musical completo generó más de 1,4 millones de reproducciones, con 471.000 visitantes únicos, lo que lo convirtió en el vídeo número 2 en TurboNick del 6 al 12 de noviembre. Durante el mismo período, el video promocional en TurboNick tuvo 370.000 reproducciones y se ubicó entre los 10 mejores videos del canal de banda ancha.
El álbum de «Best Day Ever» recibió críticas positivas. AllMusic le dio al álbum una puntuación de 4 sobre 5. En su reseña para IGN, Spence D. le dio al álbum una puntuación de 7/10 y lo calificó como «bueno». Dijo que «[...] los padres que crecieron a finales de los años 50 y 60 disfrutarán de los tributos musicales a la música de esas épocas y tal vez escucharán junto con sus hijos durante un gran espectáculo de diversión familiar». Geoffrey Himes, del Baltimore City Paper, dijo: «¿Cómo responden los niños pequeños a este disco? No lo sé; no hay niños pequeños en mi casa. No es necesario ser padre para disfrutar de los estribillos asesinos y las armonías exuberantes de este disco. Todos ustedes Lo que necesitas es el coraje para ignorar las cejas levantadas de tus amigos». Kerwin So de Common Sense Media le dio al álbum una puntuación de 4/5. Sin embargo, So afirmó que el álbum está lleno de consumismo y dijo: «Los padres deben saber que aunque el empaque físico de este CD contiene muchos anuncios de otros productos de Bob Esponja, las canciones en sí contienen contenido muy positivo y se mantienen alejadas del comercialismo».

## Álbum
SpongeBob SquarePants: The Best Day Ever es un álbum de Tom Kenny y otros miembros del elenco como un grupo de rock llamado Bob Esponja y The Hi-Seas. Kenny coescribió las pistas con el productor Andy Paley. El álbum cuenta con actuaciones musicales especiales de Brian Wilson, Tommy Ramone y Flaco Jiménez. El álbum fue lanzado el 12 de septiembre de 2006.
La inspiración de Kenny para la canción «My Tidy Whities» fue el «humor de la ropa interior». Kenny dijo: «El humor sobre la ropa interior siempre es un motivo seguro para hacer reír a los niños[...] Solo ver a un personaje tan extraño usando ropa interior realmente prosaica, normal, de Kmart, de tres en un paquete es un dibujo divertido[...] Pensamos que era divertido hacer una hermosa y exuberante canción de amor para su ropa interior».
El músico estadounidense Brian Wilson hizo una actuación musical invitada en este álbum. Originalmente, Kenny y Paley están trabajando en una canción «al estilo Brian Wilson» con coros al estilo «Brian Wilson». Kenny dijo «[...]y en el último minuto, tuvimos la oportunidad de comunicarnos con él y preguntarle si lo haría[...] Pero la gente de Brian dijo que se iría a Hawaii al día siguiente con su esposa e hijos, y luego se va de viaje». Finalmente, Kenny recibió una llamada de Wilson diciendo: «Me encantó la idea».

### Listado de pistas
| N.º   | Título                                  | Escritor(es)           | Duración |  |
| 1.    | «WH20 Radio Show Open»                  | Tom Kenny y Andy Paley | 0:34     |  |
| 2.    | «The Best Day Ever»                     | Tom Kenny y Andy Paley | 3:00     |  |
| 3.    | «SpongeBob & The Hi-Seas in Concert»    | Tom Kenny y Andy Paley | 0:43     |  |
| 4.    | «Employee of the Month»                 | Tom Kenny y Andy Paley | 3:31     |  |
| 5.    | «Patrick! Turn Your Radio Down!»        | Tom Kenny y Andy Paley | 0:48     |  |
| 6.    | «Under My Rock»                         | Tom Kenny y Andy Paley | 3:15     |  |
| 7.    | «Mrs. Puff's Boating School Ad»         | Tom Kenny y Andy Paley | 0:50     |  |
| 8.    | «Where's Gary?»                         | Tom Kenny y Andy Paley | 3:05     |  |
| 9.    | «The Tuneful Tuna's Advice»             | Tom Kenny y Andy Paley | 0:24     |  |
| 10.   | «Barnacles!»                            | Tom Kenny y Andy Paley | 0:24     |  |
| 11.   | «Pearl Krabs aka Caller #5!»            | Tom Kenny y Andy Paley | 1:07     |  |
| 12.   | «My Tighty Whiteys»                     | Tom Kenny y Andy Paley | 2:53     |  |
| 13.   | «Dover Sole with Bikini Bottom Weather» | Tom Kenny y Andy Paley | 0:36     |  |
| 14.   | «Ridin' the Hook»                       | Tom Kenny y Andy Paley | 2:58     |  |
| 15.   | «Squidward's Request»                   | Tom Kenny y Andy Paley | 0:35     |  |
| 16.   | «Superior»                              | Tom Kenny y Andy Paley | 2:55     |  |
| 17.   | «Krusty Krab Radio Spot»                | Tom Kenny y Andy Paley | 0:22     |  |
| 18.   | «Doin' the Krabby Patty»                | Tom Kenny y Andy Paley | 3:07     |  |
| 19.   | «Plankton Jams the Signal»              | Tom Kenny y Andy Paley | 0:58     |  |
| 20.   | «You Will Obey!»                        | Tom Kenny y Andy Paley | 3:04     |  |
| 21.   | «That Was Weird»                        | Tom Kenny y Andy Paley | 0:14     |  |
| 22.   | «Who Wants to Race Me?»                 | Tom Kenny y Andy Paley | 1:21     |  |
| 23.   | «The Spotlight Continues...»            | Tom Kenny y Andy Paley | 0:17     |  |
| 24.   | «Fishin' for Money»                     | Tom Kenny y Andy Paley | 0:17     |  |
| 25.   | «SpongeBob & The Hi-Seas Drop by WH20»  | Tom Kenny y Andy Paley | 1:25     |  |
| 26.   | «Bikini Bottom/Rock Bottom»             |                        | 7:12     |  |
| 27.   | «The Best Day Ever/Bonus Material»      |                        | 7:12     |  |
| 58:01 |                                         |                        |          |  |

Fuente: